# جاستین اشتاینکوتر
جاستین اشتاینکوتر (انگلیسی: Justin Steinkötter؛ زادهٔ ۲۶ سپتامبر ۱۹۹۹) بازیکن فوتبال اهل آلمان است.